# Денні Кроуфорд
Денні Кроуфорд (1950) —американський політик. Член Палати представників Алабами від 5-го округу, з 2016 року. Член Республіканської партії.